# Mitsubishi UFJ Financial Group

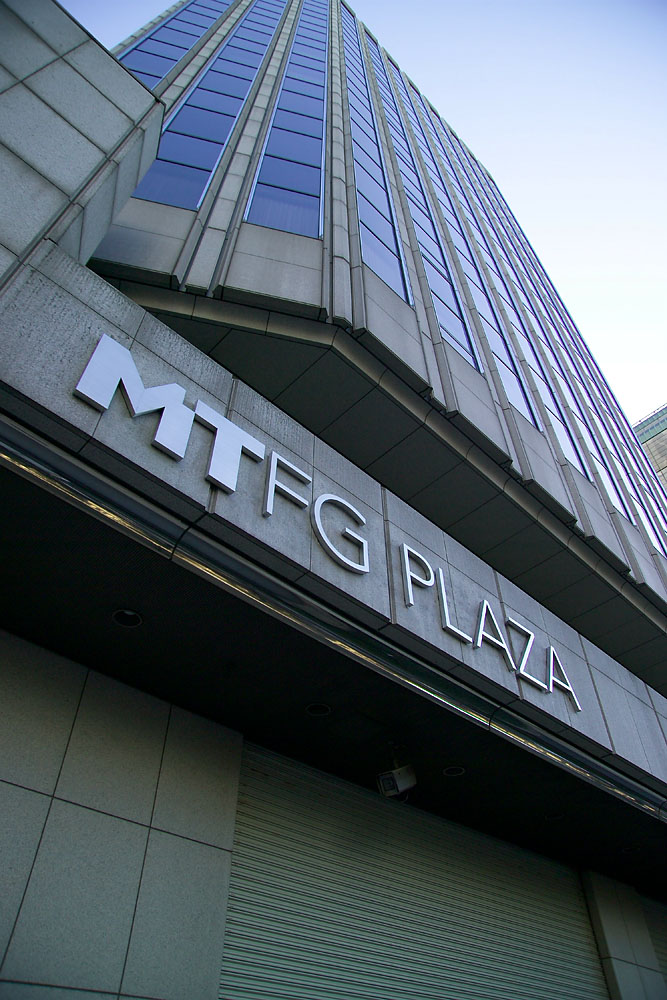
MTFG-Firmengebäude in Tokio

Die K.K. Mitsubishi UFJ Financial Group (jap. 株式会社三菱UFJフィナンシャルグループ, Kabushiki kaisha Mitsubishi UFJ Finansharu Gurūpu, abgekürzt MUFG, engl. ~ Inc.) ist eine Holdinggesellschaft für Unternehmen im Banken- und Finanzsektor, die am 1. Oktober 2005 aus dem Zusammenschluss der beiden Unternehmen Mitsubishi Tokyo Financial Group (MTFG) und UFJ Holdings entstanden ist.
Herzstück des Konzerns ist die Bank of Tokyo-Mitsubishi UFJ. Die Bank ist eine der Großbanken, die vom Financial Stability Board (FSB) als systemisch bedeutsames Finanzinstitut eingestuft wurden. Sie unterliegt damit einer besonderen Überwachung und strengeren Anforderungen an die Ausstattung mit Eigenkapital.
Mit einem Umsatz von 51,8 Mrd. US-Dollar, bei einem Gewinn von 8,9 Mrd. US-Dollar, steht Mitsubishi UFJ laut den Forbes Global 2000 auf Platz 37 der weltgrößten Unternehmen (Stand: Jahr 2017). Das Unternehmen kam Anfang 2018 auf eine Marktkapitalisierung von ca. 86,2 Mrd. US-Dollar. Mit 2,7 Billionen US-Dollar beträgt die Bilanzsumme mehr als 50 % der japanischen Wirtschaftsleistung.
Seit 1. April 2018 firmiert BTMU als MUFG Bank, Ltd.

## Höchster Gewinn eines japanischen Unternehmens
Die MUFG überholte mit ihrem Gewinn sogar den Autohersteller Toyota, der seit Jahren das japanische Unternehmen mit den höchsten Gewinnen war. Toyota wies für denselben Zeitraum einen Gewinn von 610,5 Mrd. Yen aus. Neben den niedrigeren Kosten für die Bereinigung fauler Kredite profitierten beide Vorgängerbanken der MUFG von Gewinnen im Aktien- und Anleihenhandel sowie von höheren Gebühreneinnahmen.
Im Gesamtumsatz ist Toyota in Japan und auf der Welt noch Nummer 1 (weltweit in der Branche).
Hinsichtlich der Profitabilität liegt der Branchenprimus Mitsubishi UFJ nach Berechnung der Wirtschaftsagentur Bloomberg zwar noch hinter globalen Banken mit geringerer Bilanzsumme wie der Citigroup. Doch dürfte sich die Finanzbasis der Gruppe, die vor der Fusion noch einen Jahresgewinn von 540 Mrd. Yen erwartet hatte, laut der Ratingagentur Moody’s schneller als erwartet verbessern. Das Kernbankengeschäft der Gruppe wird erst zum 1. Januar fusioniert.

## Unternehmensgruppe
Zur MUFG gehören neben den im Nikkei-Index notierten Unternehmen Tokyo-Mitsubishi-UFG-Bank und der Kreditkartentochter Mitsubishi UFJ Nicos und vier Regionalbanken (Chūkyō, Gifu, Senshū, Taishō) unter anderem folgende Unternehmen:
- Mitsubishi UFJ Trust and Banking (三菱UFJ信託銀行)
- Mitsubishi UFJ Securities (三菱UFJ証券)
- Mitsubishi UFJ Lease and Finance (三菱UFJリース)
- Master Trust Bank of Japan (日本マスタートラスト信託銀行)
- Union Bank of California
- Mitsubishi Research Institute DCS (三菱総研DCS)

## Fusion
Im Juli 2004 schlug die UFG Holdings, die viertgrößte Bankengruppe Japans, eine Fusion mit MTFG vor. Die Fusion der zwei Holdings wurde am 1. Oktober 2005 abgeschlossen und bildete die Mitsubishi UFJ Financial Group (MUFG), die weltweit größte Bank gemessen an ihren Aktiva mit 190 Billionen Yen (etwa 1,15 Billionen Euro) nach der Citigroup (etwa 2 Billionen Euro). Die Treuhandbranche von MTFG und UFJ wurden am 1. Oktober 2005 planmäßig zusammengelegt, aber die Hauptgeschäftszweige der MTFG und der UFJ, bzw. die Bank of Tokyo-Mitsubishi und die UFJ Bank firmierten weiter bis zum 1. Januar 2006, wo sie zusammen die Bank of Tokyo-Mitsubishi UFJ bildeten. Diese Fusion sollte bereits im Vorjahr stattfinden, aber die japanische Finanzaufsicht verursachte eine dreimonatige Verzögerung.
2008 erwarb Mitsubishi UFJ die restlichen 34,6 % an UnionBanCal für 3,5 Mrd. Dollar. Mitsubishi UFJ hatte die Mehrheit bereits 1996 gekauft. Zu diesem Zeitpunkt besaß die Gruppe 337 Filialen in Kalifornien, Oregon und Washington.
Im März 2012 kaufte UnionBanCal die Pacific Capital Bancorp für 1,51 Mrd. Dollar. Die Gruppe besaß damit 47 Filialen in Los Angeles und insgesamt 414 Filialen in den gesamten USA.
Im Dezember 2012 erwarb Mitsubishi UFJ 20 % der vietnamesischen Staatsbank Vietinbank für 743 Mio. Dollar. Im Dezember 2013 erwarb die Gruppe 72 % der thailändischen Bank of Ayudhya für 536 Mrd. Yen und übernahm damit auch den Anteil, den vorher General Electric hielt. Im Jahr 2015 verstärkte die Gruppe ihr Vermögensverwaltungssegment durch die auf 30 Milliarden Yen (circa 30 Mrd. USD) laufende Akquisition von Asset Management’s Alternative Fund Services von der Schweizer Grossbank UBS.

## MUFG Bank (Europe) N.V.
Im Zusammenhang mit den Maßnahmen zur Stärkung der Wirtschaftskraft der BTMU und um den Herausforderungen der Entwicklungen insbesondere in Europa zu begegnen, restrukturierte die BTMU ihre Organisation in den Ländern der Eurozone. Zum 1. April 2018 hat die BTMU neben den Geschäftstätigkeiten ihrer deutschen Niederlassungen auch die Geschäftstätigkeiten ihrer spanischen Niederlassung auf die MUFG Bank (Europe) N.V., Amsterdam (MBE), übertragen. In Deutschland ist die MUFG Bank mit Standorten in Düsseldorf, Frankfurt, München, Hamburg und einem Representative Office in Berlin vertreten. Am Finanzplatz Düsseldorf unterhält die Bank als Deutschlandsitz ihren größten Standort. Düsseldorf als Japanstandort verfügt über mehrere japanische Banken, die mit den rund 500 japanischen Unternehmen Geschäfte machen.